# Liste der Highways im Northern Territory

Lage des Northern Territory

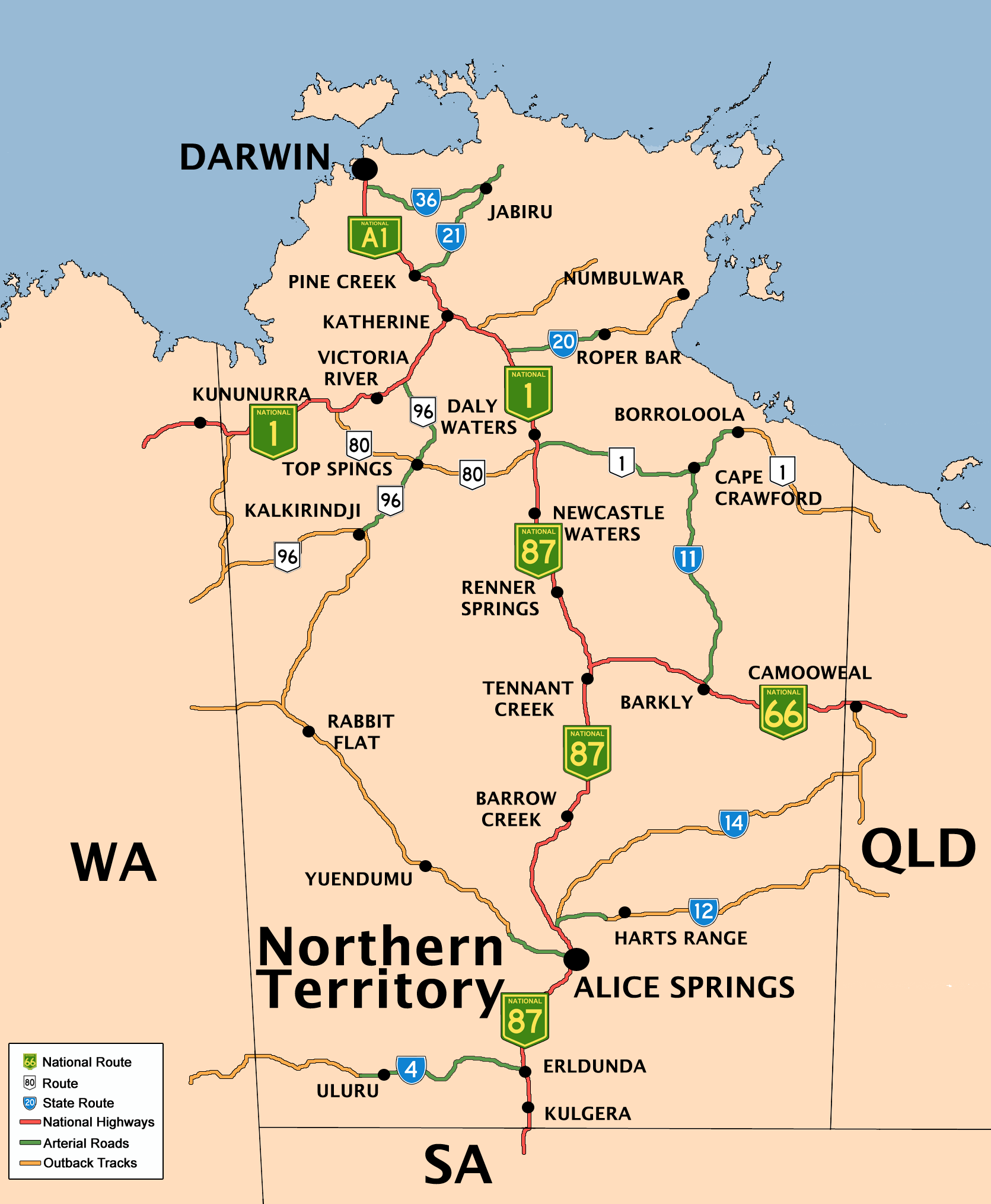
Karte der Highways im Northern Territory

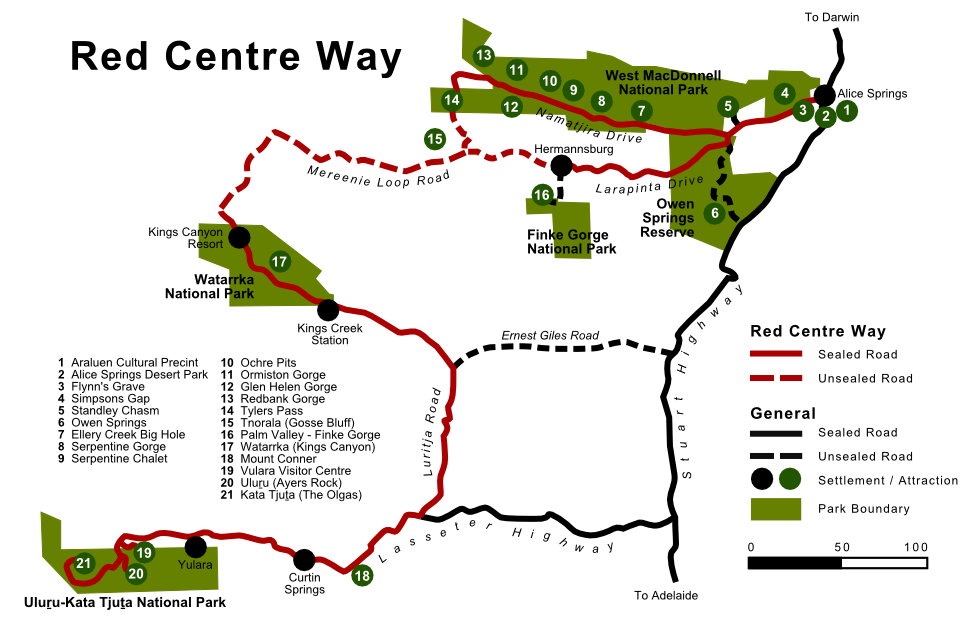
Karte der Straßen in der Region südwestlich von Alice Springs

Das Northern Territory ist der am dünnsten besiedelte Bundesstaat Australiens. Trotz der niedrigen Einwohnerzahlen hat es ein Netzwerk von gut ausgebauten Highways, die die beiden größten Städte Darwin und Alice Springs mit den Metropolen der Nachbarstaaten verbinden. Aber auch besondere Attraktionen wie der Uluṟu, der Kakadu- und Litchfield-Nationalpark sind gut zu erreichen.
Eine Reihe von nicht befestigten Straßen verbindet im Outback die abgelegenen Siedlungen.

## National Highways
- - Stuart Highway
  - Victoria Highway
  - Savannah Way
- Barkly Highway
- Stuart Highway

## State Highways
- - Carpentaria Highway
  - Savannah Way
- - Larapinta Drive
  - Namatjira Drive
- Luritja Road
- Lasseter Highway
- Tanami Road
- Larapinta Drive
- Ross Highway
- Tablelands Highway
- Plenty Highway
- - Roper Highway
  - Savannah Way
- Kakadu Highway
- Dorat Road
- - Mainoru Road
  - Central Arnhem Road
- Daly River Road
- Arnhem Highway
- Buntine Highway

## Outback Tracks
- Sandover Highway
- - Barkly Stock Route
  - Cresswell Road
  - Calvert Road
- - Buchanan Highway
  - Duncan Road
- ohne Nr. Gunbarrel Highway
- ohne Nr. Gary Junction Road
- ohne Nr. Great Central Road / Tjukaruru Road
- ohne Nr. Hodgson River Road
- ohne Nr. Sandy Blight Junction Road
- ohne Nr. Savannah Way